# 丁镗
丁镗（？—？），直隶人，是一名清朝政治人物。
丁镗曾于1848年接替庆琛任福建永安县知县一职，1851由金万清接任。